# 野口円活
野口 円活（のぐち えんかつ、文政9年（1826年） - 明治26年（1893年））は江戸時代から明治時代にかけての浮世絵版画の彫師。

## 略歴
文政9年（1826年）に僧侶として生まれた。彫工円活、彫工野口円活、野口円活、寸鉄堂と号す。明治18年（1885年）から明治24年（1891年）に月岡芳年の錦絵『月百姿』（大判100枚揃）、明治19年（1886年）の芳年の「中納言行平朝臣左遷須磨浦逢村雨松風二蜑戯図」（大判2枚続）、明治22年（1889年）から明治25年（1892年）の芳年の『新形三十六怪撰』（大判36枚揃）などを彫っている。『月百姿』の「大物海上月 弁慶」ほか、『新形三十六怪撰』の「清姫日高川に蛇体と成る図」ほかに円活という名前がみられる。
明治19年（1886年）ころ、月岡芳年が門人27名に出した「芳年門人一覧」と題された書状に「下谷区仲御徒町 野口円活殿」とその名がみられる。享年68。

## 作品
- 「日清韓三国誌 第五」 大判錦絵 明治27年（1894年） 東京経済大学図書館所蔵 浅野栄蔵版
- 「義州大激戦之図」 大判3枚続 錦絵 明治
- 「呉服店安達屋」 団扇絵 山口県立萩美術館・浦上記念館所蔵
- 「東京名所 浅草観音の図」 団扇絵 山口県立萩美術館・浦上記念館所蔵
- 「龍王調生湯」 団扇絵 山口県立萩美術館・浦上記念館所蔵
- 「高野木商店」 団扇絵 山口県立萩美術館・浦上記念館所蔵